# Blog del Narco
Blog del Narco (Blog của Narco) là một trang blog đăng tải các bài viết, hình ảnh và video bạo lự và tàn ác, trong đó có các nhân vật liên quan trong cuộc Chiến tranh ma túy ở Mexico mà chưa bao giờ được đưa lên báo cáo của chính phủ hoặc các phương tiện truyền thông chính thống.

## Lịch sử
Một người ẩn danh đã tạo ra trang web này vì Chính phủ Mexico không báo cáo về các vụ bạo lực và họ đang giả vờ rằng "không có gì đang xảy ra", truyền thông đã "bị bưng bít" và "chính phủ rõ ràng đã bị mua chuộc".
Ban đầu, tác giả sẽ dành bốn giờ mỗi ngày để làm việc trên trang web. Để giải quyết khối lượng công việc tăng lên, anh/chị ta nhờ một người bạn, cũng giấu tên, giúp việc cùng. Họ quyết định đăng tải các video, hình ảnh, bài viết của mình mà không biên tập hoặc sửa đổi. Họ đã chọn YouTube để tải video lên (sau này chuyển sang Theync) và bình luận với tên tài khoản là @infonarco trên Twitter. Trong những ngày đầu của Blog del Narco, người Mexico chỉ gửi một số lượng nhỏ các báo cáo cho họ, nhưng khi trang web tạo được niềm tin theo thời gian, nhiều báo cáo đã được gửi đến. Những người sáng tạo và biên tập viên hiện tại của blog "chưa nhận được bất kỳ mối đe dọa nào."
Vào năm 2011, một video được đăng trên blog đã phác thảo hệ thống cai ngục của tù nhân cho phép các tù nhân được tự do vào ban đêm để họ có thể thực hiện các vụ giết người thuê cho các băng đảng ma túy. Kết quả, quản ngục đã bị bắt.
Vào tháng 5 năm 2013, một video đã tiết lộ một trong những tác giả của blog là một phụ nữ ở độ tuổi 20, người có bút danh "Lucy". Đầu tháng 5, Lucy trốn khỏi Mexico đến Hoa Kỳ (Texas), rồi Tây Ban Nha.

## Biên tập
Theo tác giả, blog đăng tất cả các phương tiện và nội dung liên quan đến bạo lực. Một số video được đăng trên trang web cho thấy các vụ giết người và tra tấn hết sức dã man và tàn độc.
Ở Mexico, nhiều cơ quan báo chí truyền thông đã bị đe dọa và quấy rối do những câu chuyện về ngành buôn bán ma túy mà họ dám xuất bản, vì vậy các blog nặc danh như Blog del Narco đã đóng vai trò quan trọng trong các báo cáo về sự kiện liên quan đến cuộc chiến ma túy. Tác giả, một sinh viên bảo mật máy tính ẩn danh ở độ tuổi 20 đến từ miền bắc Mexico, sử dụng các kỹ thuật bảo mật máy tính để che giấu danh tính của mình. Sự ẩn danh của anh ta đã được duy trì. Khi anh ta thực hiện một cuộc phỏng vấn với Associated Press, anh ta đã sử dụng một số điện thoại được ngụy trang. Tác giả của blog nói rằng anh ta đang thực hiện một dịch vụ bằng cách xuất bản các chi tiết nhạy cảm về Chiến tranh ma túy Mexico mà các tổ chức nhà báo ở Mexico ngần ngại xuất bản vì sợ bị trả thù. Các blogger nói, "đối với các chi tiết ít ỏi mà họ (phương tiện truyền thông đại chúng) đưa lên truyền hình, họ nhận được lựu đạn ném vào họ và các phóng viên của họ bị bắt cóc. Chúng tôi công bố mọi thứ. Hãy tưởng tượng những gì họ có thể làm với chúng tôi. "
Tính đến tháng 9 năm 2018, blog đã có hàng chục triệu lượt xem hàng tháng. Đến năm 2019, nó đã trở thành một trong những trang web được truy cập nhiều nhất ở Mexico. Thành viên của nhóm cho biết cảnh sát và các băng đảng ma túy đã truy cập trang web này.

## Báo chí
MSNBC mô tả Blog del Narco là "Trang web của Mexico dùng để tiếp cận thông tin về cuộc chiến chống ma túy của đất nước."  Ngoài ra, tờ Houston Chronicle nói rằng Blog del Narco là "người đi đầu, nghiệt ngã trong cuộc chiến chống ma túy của Mexico".
The Guardian và Los Angeles Times nói rằng rằng Blog del Narco là một câu trả lời cho "sự kiểm duyệt ma túy " của Mexico, một thuật ngữ được sử dụng khi các phóng viên và biên tập viên của Cuộc chiến ma túy Mexico, vì sợ hãi hoặc thận trọng, buộc phải viết những gì các trùm ma túy yêu cầu, hoặc giữ im lặng bằng cách không viết bất cứ điều gì cả. Nếu họ không tuân thủ những gì các băng đảng ma túy yêu cầu, các nhà báo có thể bị bắt cóc, đe dọa hoặc thậm chí bị giết.
Spencer Ackerman của Wired cho biết: "ngay cả khi bạn không biết tiếng Tây Ban Nha (như tôi), những hình ảnh trên Blog Del Narco đã kể những câu chuyện thực sự khủng khiếp. Những người đàn ông lớn tuổi, giàu có bị bắt làm con tin và bị làm nhục. Cảnh sát bí mật trong mặt nạ đưa các con tin chàng vào tù. Mọi người đi bộ trên đường phố trong bộ áo giáp, vũ khí súng ống đầy đủ. Sau đó, có tất cả xác chết và những chiếc xe bị bắn. " 
Jo Tuckman của Dawn nói rằng nội dung của trang web là "một danh mục kinh dị ngay cả từ báo chí quốc gia, vẫn bao gồm bạo lực từ sự an toàn tương đối của trụ sở chính ở thủ đô." 
Duncan Robinson của New Statesman nói "Để nói rằng phạm vi của blog là thô là một cách đánh giá thấp. Nó là nội tạng và không tiêu hóa. Đây là tin tức chưa được xử lý, không bị kiểm duyệt. Trường hợp một biên tập viên tin tức sẽ cắt đi, đoạn phim của Blog del Narco còn sót lại. Cảnh chặt đầu không những được mô tả, họ được hình dung. Nó bạo lực không biện giải. Raison d'être của blog rất đơn giản: để phản ánh những gì đang xảy ra. " 
Nate Freeman của The Observer cho biết "sự vô danh của anh ta cho phép anh ta thoát khỏi những câu chuyện sẽ gây nguy hiểm cho các nhà báo nổi tiếng [... ] "
Carlos Lauria thuộc Ủy ban Bảo vệ Nhà báo chỉ trích trang web này, nói rằng nó "được sản xuất bởi một người không làm việc đó từ góc độ báo chí. Anh ấy đang làm điều đó mà không có sự cân nhắc về đạo đức. " Nhiều nhà phê bình cho rằng blog cung cấp quan hệ công chúng miễn phí cho các nhóm cartel.